# Tropiszewo
Tropiszewo (niem. Trappenfelde) – wieś w Polsce położona w województwie pomorskim, w powiecie malborskim, w gminie Lichnowy na obszarze Wielkich Żuław Malborskich.
W latach 1975–1998 miejscowość administracyjnie należała do województwa elbląskiego.
W Tropiszewie urodził się Franz Komnick (1857-1938) - przedsiębiorca niemiecki, konstruktor samochodów, zasłużony dla Elbląga przemysłowiec.